# 1912年ストックホルムオリンピックのカナダ選手団
1912年ストックホルムオリンピックのカナダ選手団（1912ねんストックホルムオリンピックのカナダせんしゅだん）は、1912年5月5日から7月27日にかけてスウェーデンの首都ストックホルムで開催された1912年ストックホルムオリンピックのカナダ選手団、およびその競技結果。

## 概要
今大会は金メダル3個、銀メダル2個、銅メダル3個の合計8個のメダルを獲得した。

## メダル
| メダル | 選手名                   | 競技 | 種目             |
| ------ | ------------------------ | ---- | ---------------- |
| 金     | ジョージ・グールディング | 陸上 | 男子10km競歩     |
| 金     | ジョージ・ホジソン       | 競泳 | 男子400m自由形   |
| 金     | ジョージ・ホジソン       | 競泳 | 男子1500m自由形  |
| 銀     | カルビン・ブリッカー     | 陸上 | 男子走幅跳       |
| 銀     | ダンカン・ギリス         | 陸上 | 男子ハンマー投げ |
| 銅     | ウィリアム・ハルペニー   | 陸上 | 男子棒高跳       |
| 銅     | フランク・リュークマン   | 陸上 | 男子5種競技      |